# N. C. Wyeth
Pour les articles homonymes, voir Wyeth (homonymie).
N. C. Wyeth (initiales de Newel Convers), né le 22 octobre 1882 et mort le 19 octobre 1945, est un artiste et illustrateur américain. Élève de l'artiste Howard Pyle, il devint l'un des principaux illustrateurs américains de son époque.
Durant sa vie, Wyeth a réalisé plus de 3 000 peintures et illustré 112 livres, 25 d'entre eux pour Scribner's, pour lesquels il est principalement connu.
Wyeth est un peintre réaliste. Parfois considéré comme mélodramatique, ses illustrations sont pensées pour être comprises rapidement. Wyeth, était un peintre et un illustrateur, il nota bien la différence, lorsqu'il dit en 1908 : « La peinture et l'illustration ne peuvent pas être mélangées ou fusionnées, l'une ne pouvant faire partie de l'autre » (« Painting and illustration cannot be mixed-one cannot merge from one into the other »).

## Biographie

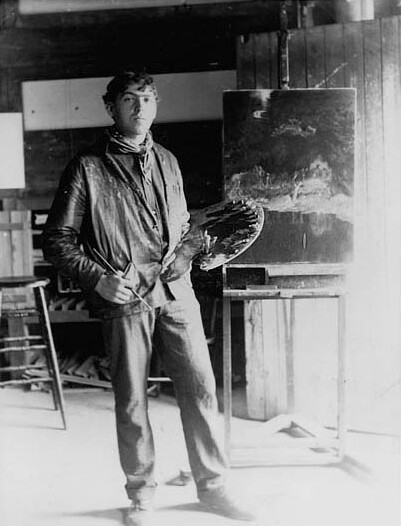
Wyeth dans son studio, vers 1903.

N. C. Wyeth est né à Needham dans le Massachusetts. Son ancêtre, Nicholas Wyeth, un tailleur de pierre venu d'Angleterre s'installe au Massachusetts en 1645. Parmi ses plus anciens aïeux, Wyeth comptait plusieurs participants à des guerres importantes (Révolution française, guerre de 1812, guerre de Sécession…), ce qui lui inspirera un des thèmes principaux de sa peinture. Originaire de Suisse du côté maternel, il est influencé par l’œuvre d'écrivains tels que Henry David Thoreau et Henry Wadsworth Longfellow.
Il est l'aîné de quatre frères qui passent beaucoup de temps à la chasse, la pêche, à profiter d'autres activités extérieures, et à faire des corvées dans leur ferme. Ses activités de jeunesse et son sens de l'observation lui vaudront plus tard une facilité à retranscrire l'authenticité de ses sujets : « Quand je peins une figure à cheval, un homme labourant, ou une femme secouée par le vent, j'ai un sens aigu de la contrainte des muscles. »
Sa mère encourage son intérêt pour l'art. À l'âge de 12 ans, il réalise déjà des aquarelles. Il s'inscrit à la Mechanics Arts School pour apprendre le dessin, puis à la Massachusetts Normal Arts School et à la Eric Pape School of Art pour apprendre l'illustration, sous la férule de George Loftus Noyes et de Charles W. Reed.
Quand deux de ses amis sont acceptés à la Howard Pyle's School of Art de Wilmington et Chadd's Ford, Wyeth est invité à tenter de les rejoindre en 1902. Howard Pyle est alors le « pilier » de l'illustration américaine, et Wyeth est immédiatement conquis par ses méthodes et idéaux.
La personnalité exubérante et le talent de Wyeth ont fait de lui un étudiant hors-norme.
La couverture de The Saturday Evening Post du 21 février 1903 est le premier travail de Wyeth en tant qu'illustrateur.

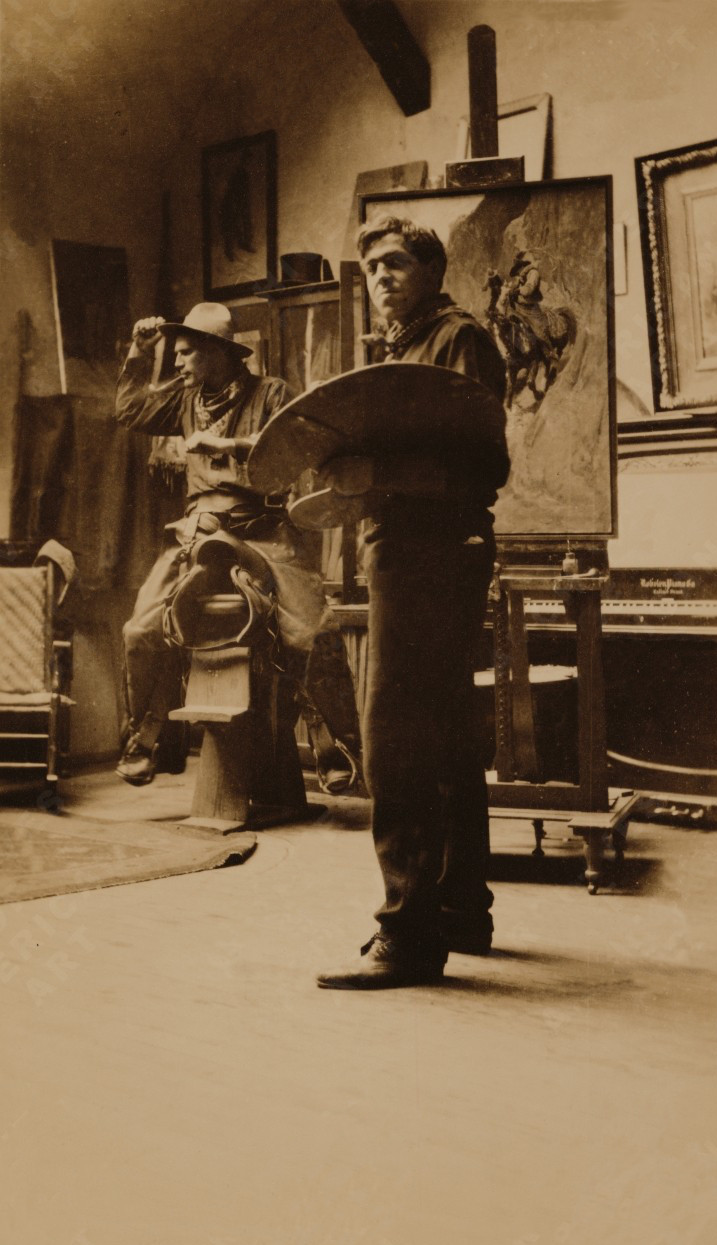
Wyeth dans son atelier devant son modèle vers les années 1910.

À 21 ans, après seulement quelques mois sous la tutelle de Pyle, l'évolution de Wyeth est spectaculaire. En 1904, il entreprend un voyage vers l'Ouest américain afin de développer son inspiration. Dans le Colorado, il travaille comme cowboy aux côtés des professionnels punchers, aidant au transport du bétail et aux corvées du ranch. Il visite également une tribu Navajo en Arizona, afin de mieux comprendre la culture des indigènes américains. Quand son argent lui est volé, il travaille comme porteur de courrier à cheval pour regagner les fonds qui lui sont nécessaires.
Lors d'un second voyage, deux ans plus tard, il récolte des informations sur les mines, l'habitat, les objets façonnés et les costumes des cow-boys et des Indiens. Ces voyages lui inspirent de nombreux tableaux et illustrations sur la vie des cow-boys et des Amérindiens aux États-Unis. Ses descriptions des Indiens mirent en avant leur aspect sympathique, présentant l'harmonie de ce peuple avec son environnement, comme le démontre le tableau In the Crystal Depths (1906).
Lors de son retour à Chadds Ford, il peint une série de scènes de fermes pour Scribner's. Sa toile Mowing (1907) est un de ses grands succès de représentation de la vie rurale, rivalisant avec le travail de Winslow Homer.
Il quitte Pyle et enchaîne les travaux d'illustration, espérant gagner assez d'argent pour se remettre à sa peinture. En 1908, il épouse Carolyn Bockius qui lui donne cinq enfants : le futur peintre Andrew Wyeth, Henriette Wyeth Hurd, Carolyn Wyeth, Ann Wyeth McCoy et Nathaniel C. Wyeth. Très sociable, Wyeth permet à ses enfants de s'épanouir dans une maison que fréquentent souvent les écrivains F. Scott Fitzgerald, Joseph Hergesheimer, Hugh Walpole et les acteurs Lillian Gish et John Gilbert. Andrew Wyeth décrit son père comme étant strict mais patient et pas hautain avec ses enfants. Son abondant travail comme illustrateur a permis à sa famille d'avoir la liberté financière pour suivre sa propre voie scientifique ou artistique : ses enfants Andrew, Henriette et Carolyn deviendront artistes ; Ann sera artiste et compositrice ; Nathaniel sera ingénieur pour DuPont.
Henriette et Ann se marieront à deux protégés de leur père : Peter Hurd et John W. McCoy. N. C. Wyeth est aussi le grand-père de l'artiste Jamie Wyeth et du musicien Howard Wyeth.

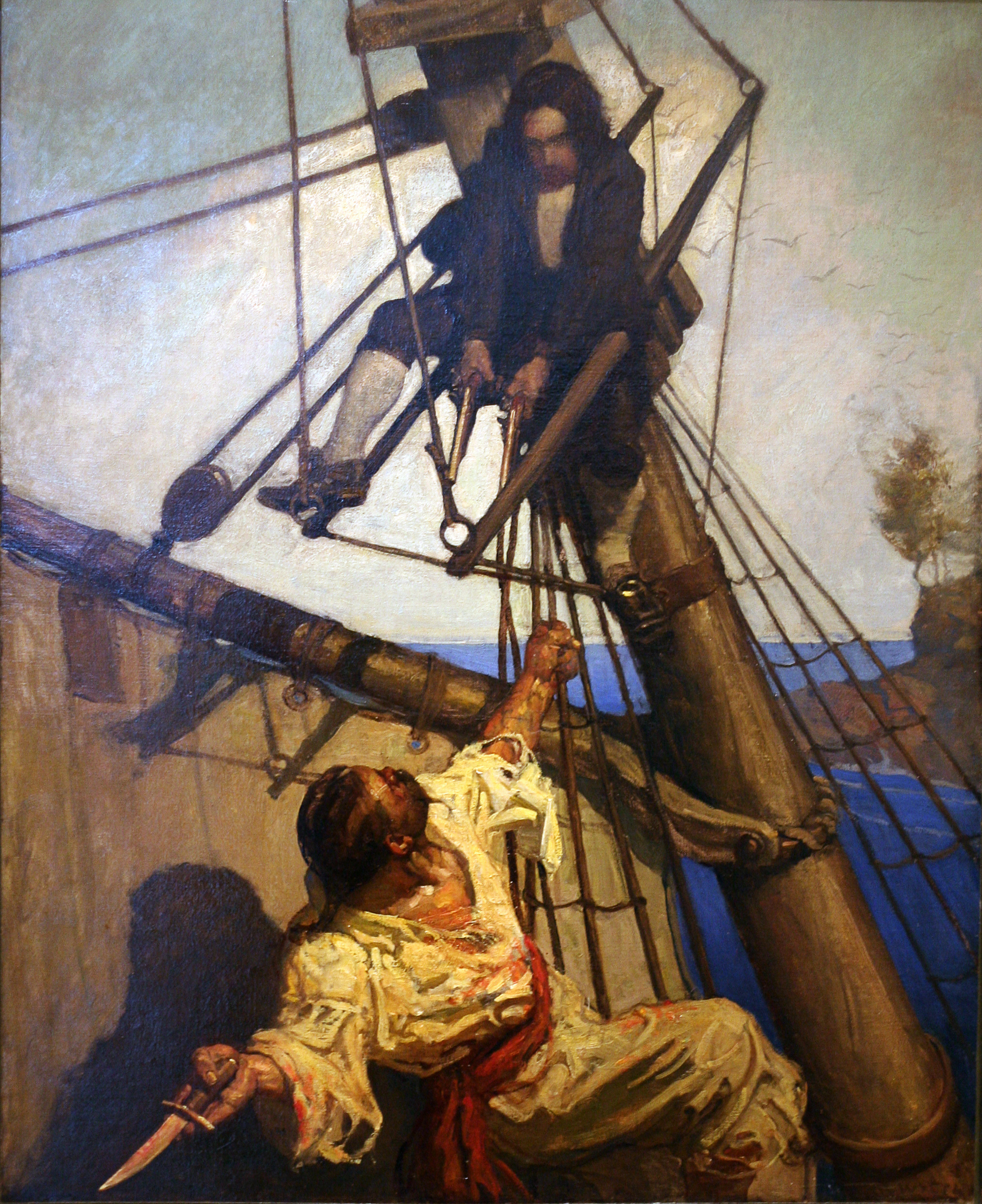
One More Step, Mr. Hands par N. C. Wyeth, 1911. Illustration pour L'Île au trésor de Robert Louis Stevenson.

En 1911, N. C. Wyeth commence à s'éloigner des sujets western pour illustrer des classiques de la littérature. Il peint une série pour une édition de L'Île au trésor (1911) de Robert Louis Stevenson qui sera jugée comme l'une de ses meilleures réussites. Avec l'argent de ce grand succès, il achètera sa maison et son studio. Il illustre également les romans : Enlevé ! (1913), Robin des Bois (1917), Le Dernier des Mohicans (1919), Robinson Crusoé (1920), Rip Van Winkle (1921), La Compagnie blanche (1922), et Jody et le Faon (1939). Il travaille en outre pour de grands quotidiens, dont Century, Harper's Monthly, Ladies' Home Journal, McClure's, Outing, The Popular Magazine et Scribner's.
Parmi ses autres travaux, Wyeth a également créé des affiches, des calendriers et des annonces pour des clients comme Lucky Strike, Cream of Wheat, et Coca-Cola, aussi bien que des peintures de Beethoven, Wagner et Liszt pour Steinway & Sons. Il a peint des fresques de sujets historiques et allégoriques pour la Réserve fédérale des États-Unis de Boston, l'école de Westtown, la First National Bank de Boston, l’Hotel Roosevelt à Los Angeles, la Franklin Savings Bank, la National Geographic Society et d'autres bâtiments publics et privés. Pendant les deux guerres mondiales, il a fourni des images patriotiques au gouvernement et aux agences privées.
Ses peintures non-illustratives de portraits et de paysages ont changé de style au fil de sa carrière, quand il s'essaye d'abord à l'impressionnisme dans les années 1910 (sentant une affinité avec le New Hope Group), puis pendant les années 1930, quand il souscrit au régionalisme américain réaliste de Thomas Hart Benton et de Grant Wood. Wyeth expérimente constamment, travaillant souvent à plus grande échelle que nécessaire.
Pendant les années 1930, il réhabilite une vieille capitainerie de Port Clyde dans l’État du Maine, appelée « Eight Bells », du nom d'une peinture de Winslow Homer. Cette maison devient la résidence secondaire de toute sa famille durant l'été, ainsi que l'endroit principal où il peint des paysages marins. Les musées commencent à acheter ses peintures, et en 1941, il est élu à l'académie nationale et expose de façon régulière.
Le 19 octobre 1945, N. C. Wyeth et son petit-fils (le fils de Nathaniel C. Wyeth) meurent dans un accident de la route : leur voiture est heurtée par un train de marchandises sur un passage à niveau, près de leur maison de Chadds Ford. Wyeth travaillait alors sur une ambitieuse série de fresques pour la Metropolitan Life Insurance Company. Elle est finalement achevée par Andrew Wyeth et John McCoy.
Quelques mois avant sa mort, en juin 1945, l'Université de Bowdoin (Bowdoin College) avait remis à N. C. Wyeth le diplôme honorifique de maîtrise ès lettres. 
N. C. Wyeth a été membre de la National Academy, de la Society of Illustrators, du Philadelphia Water Color Club, de la Pennsylvania Academy of the Fine Arts, de la Philadelphia Art Alliance, de la Chester County Art Association, et de la Wilmington Society of Fine Arts.
Les collections publiques des œuvres de Wyeth se trouvent aujourd'hui en grande partie au Brandywine River Museum de Chadds Ford, au Portland Museum of Art et au Farnsworth Art Museum de Rockland. The Brandywine River Museum, qui regroupe de nombreuses œuvres relatives à la Brandywine School (en), propose des visites de l'ancienne maison et studio de N. C. Wyeth qui furent d'ailleurs désignées en 1997 National Historic Landmark.

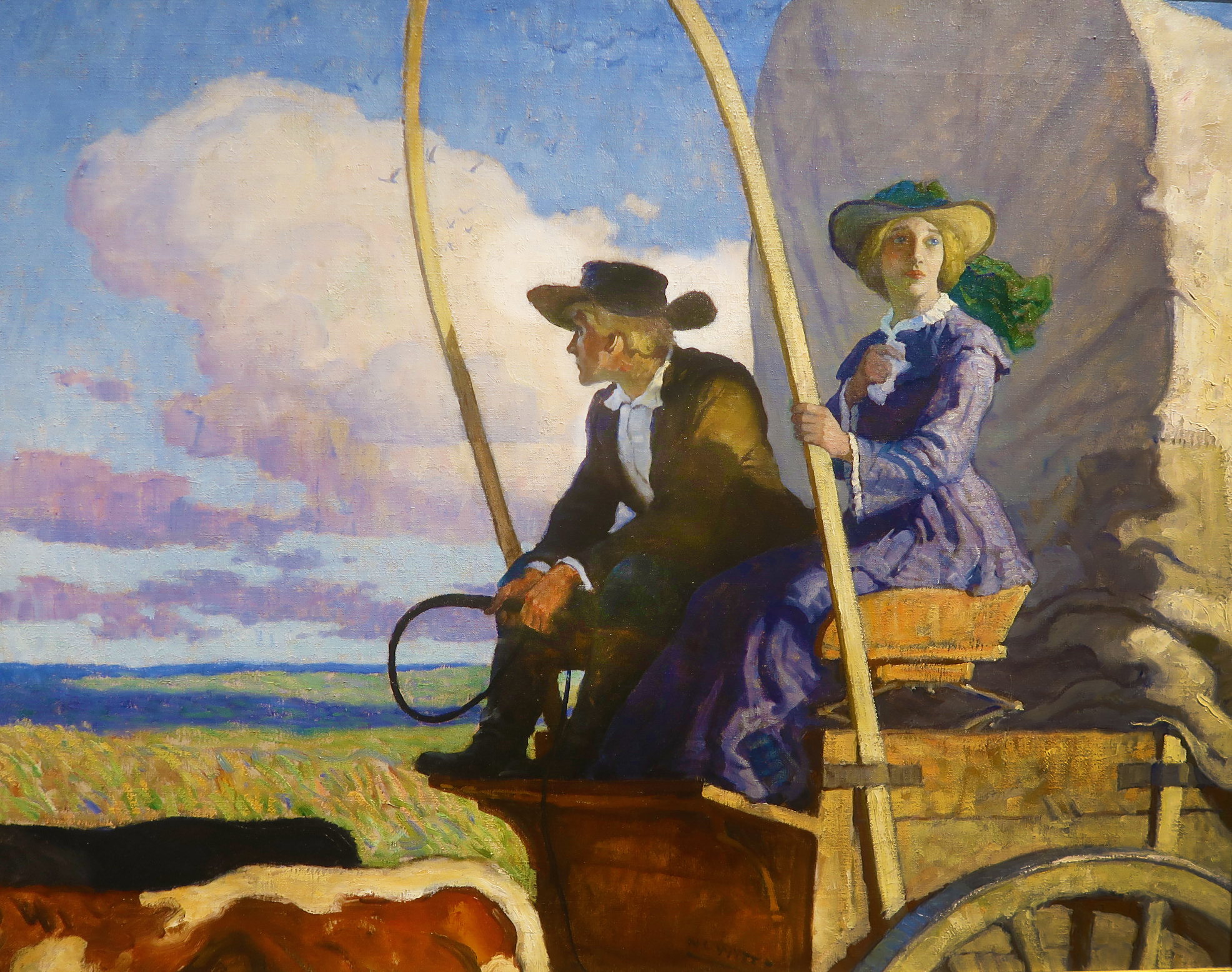
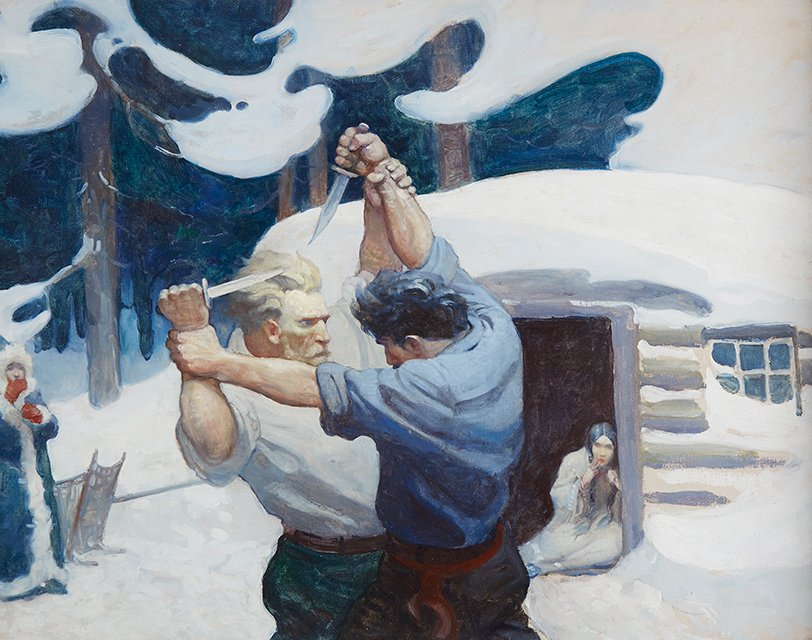
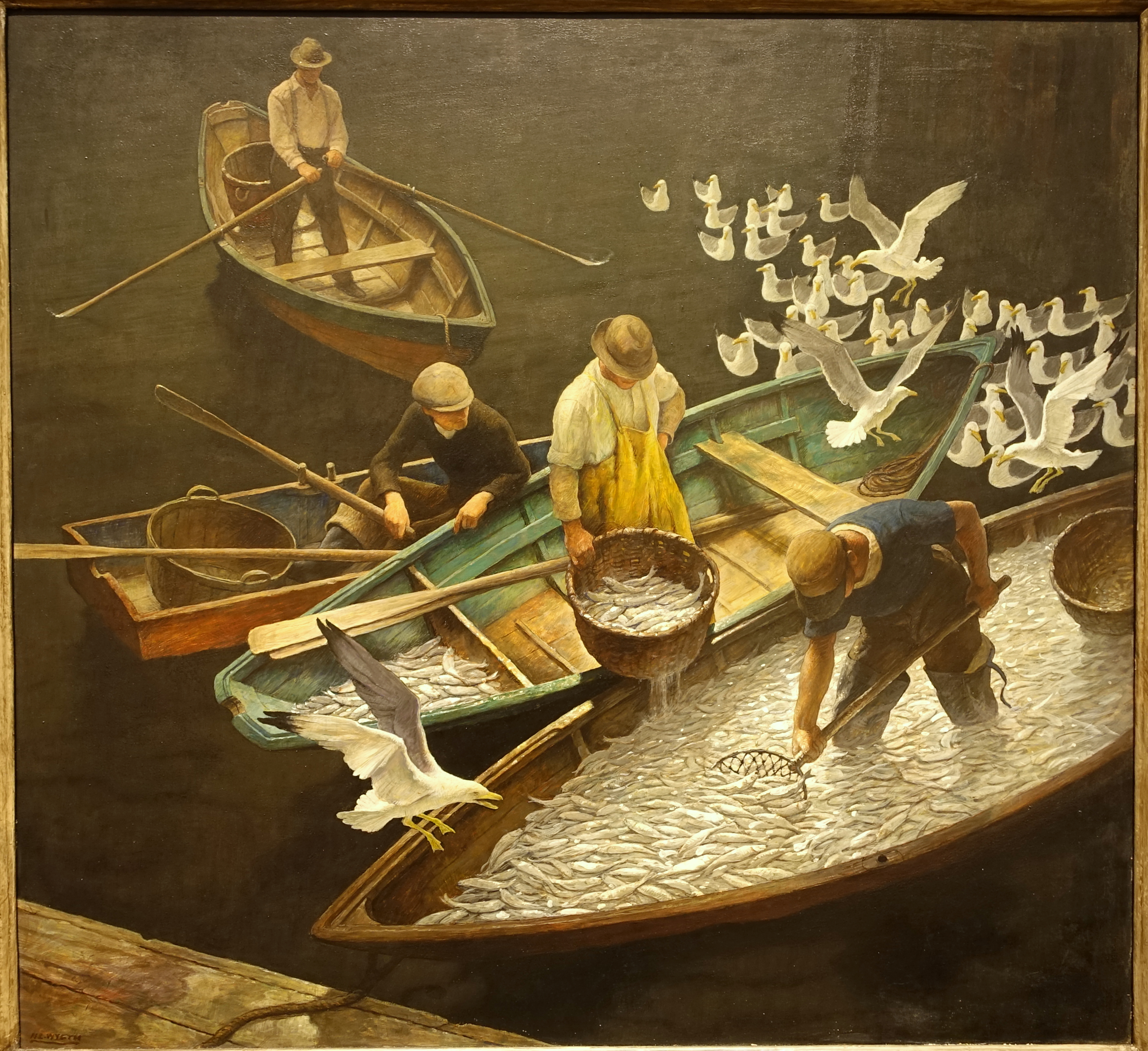
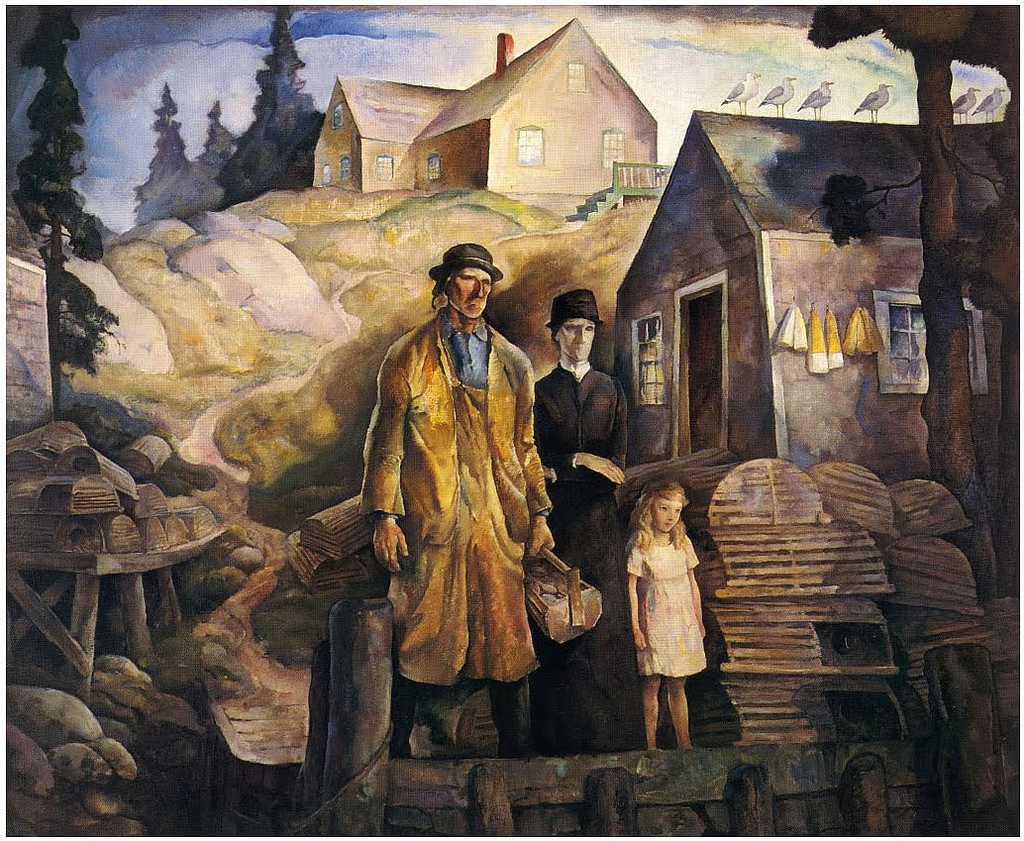
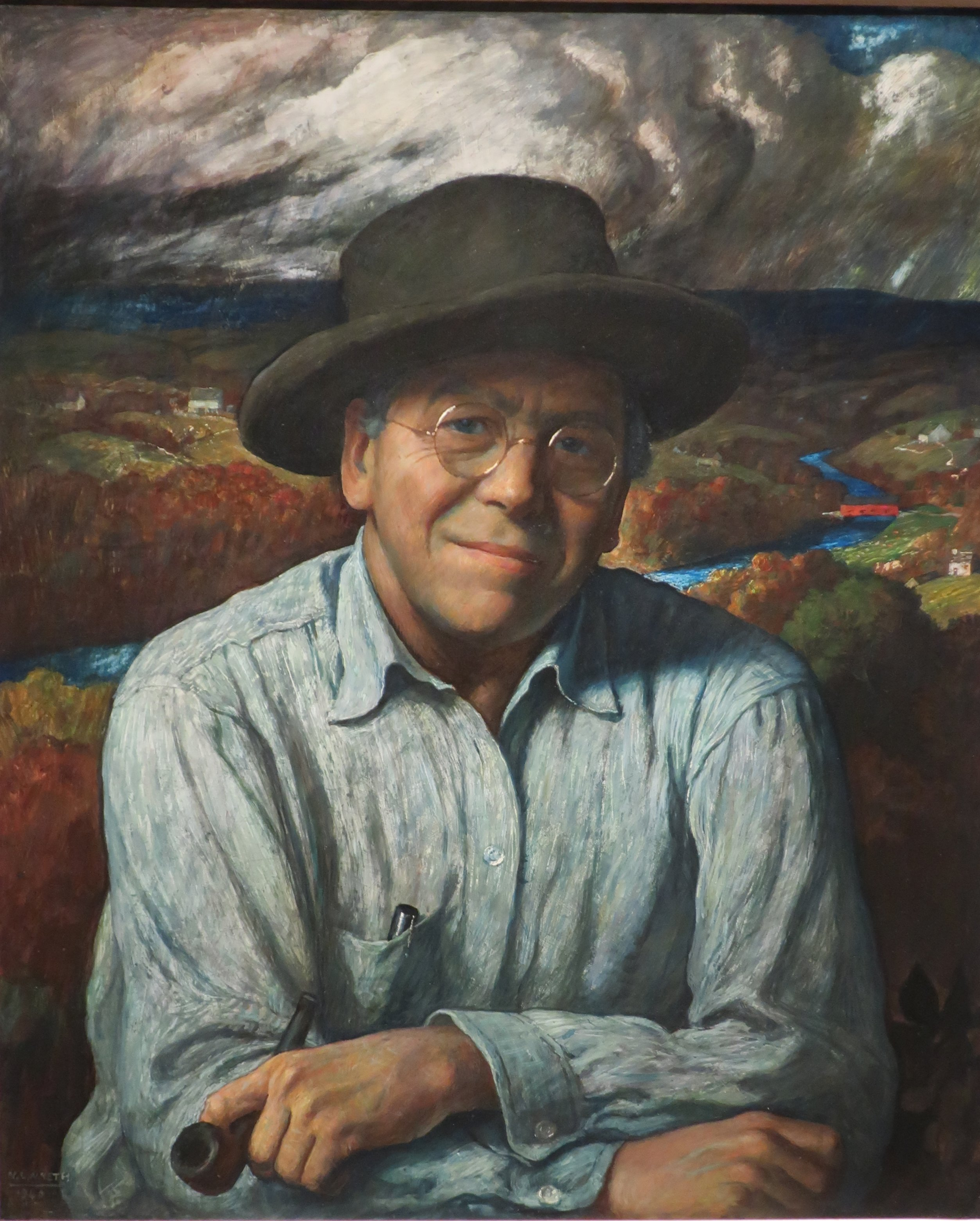

## Autres œuvres de N. C. Wyeth
- Mowing (1907)

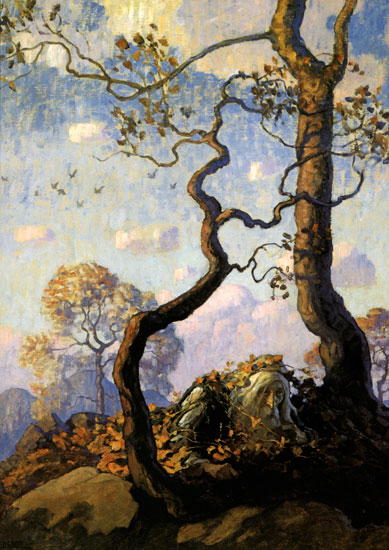
Illustration de 1921 par N. C. Wyeth pour le conte Rip Van Winkle de Washington Irving.

- Long John Silver and Hawkins (1911)
- The Great Train Robbery (1912)
- The Fence Builders (1915)
- The Scottish Chiefs (1921) par Jane Porter également connu sous le nom Braveheart.
- The Giant (1923)
- Apotheosis of the Family (1932)[12] fresque incluant des membres de la famille Wyeth, située à Wilmington, Delaware[13] :
- Dying Winter (1934)
- The Alchemist (1938)
- Deep Cover Lobsterman (1939)
- The War Letter (1944)
- Nightfall (1945)
- Stand and Deliver (19??)[13]